# Eberhardt Mátyás
Eberhardt Mátyás (? – Selmecbánya, 1580. július 28.) evangélikus lelkész, költő.

## Élete
Selmecbányán volt lelkész, ahova 1574. szeptember 28. a morvaországi Iglauból érkezett; 1557. április 28-ától Wittenbergben tanult és ott is szentelték föl lelkésznek; megérkezése után aláírta a bányavárosok vallástételeit, melyeket Cubicularius (Kammerknecht) Ulrich szerkesztett, Oláh Miklósnak az evangélikusokra erőszakolt hittételei ellenében. 1575-ben, húsvét napján, fölszentelte az alsóvárosi templomot. 1577. június 7-én részt vett a körmöcbányai zsinaton, ahol a két bányavárost illető egyházalkotmányi határozatok hozattak. 1580. március 16-án és március 17-én ismét jelen volt az ugyanott tartott zsinaton, ahol mint senior, a testvéri szeretetről és egységről tartott beszédet a többi pap előtt.

## Munkái
Enchiridion pastorale, in quo privata confessio, vera corporis et sanguinis in coena praesentia, publicusque circa communionem sacram congressus, defenditur. Lisiae. 1576.
Verseket is írt Thoraconymus Mátyás ellen.